# Nationaal Centrum voor Uitvoerende Kunsten

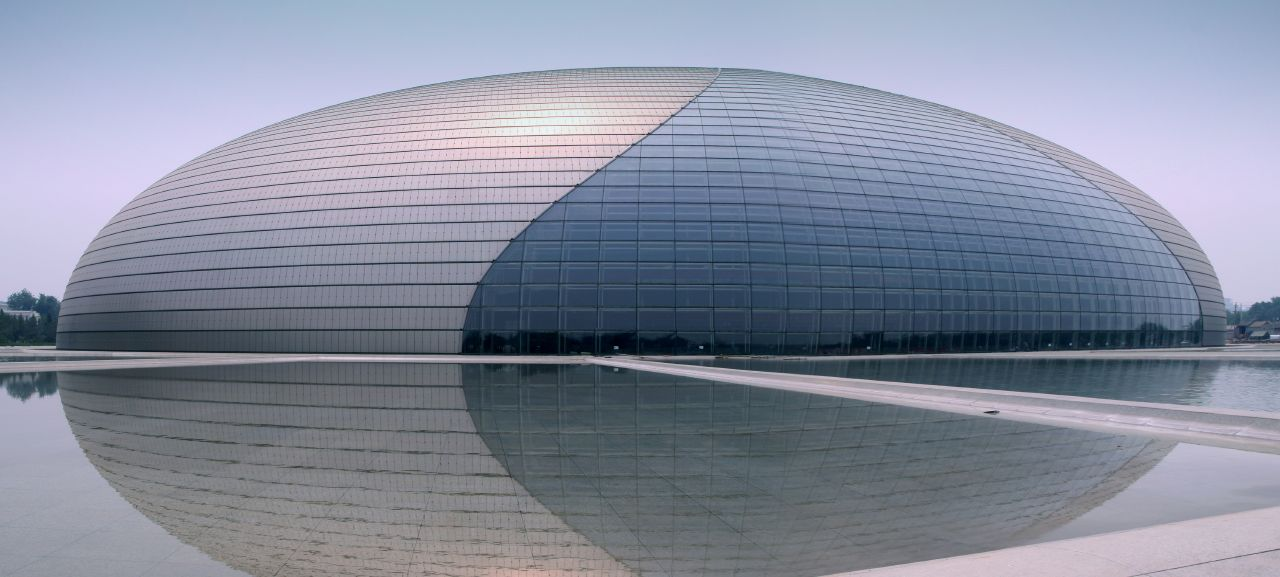
Het Nationaal Centrum voor Uitvoerende Kunsten in Peking.

Het Nationaal Centrum voor Uitvoerende Kunsten (Mandarijn: 国家大剧院, Engels: National Centre for the Performing Arts) is het operagebouw van de Chinese hoofdstad Peking.
Het ellipsvormige gebouw is gedeeltelijk bedekt met titaniumplaten en gedeeltelijk met glas. Het gebouw wordt weerspiegeld in een vijver die het omringt.
Het bouwwerk, dat ten westen van het Plein van de Hemelse Vrede ligt, heeft drie zalen die gezamenlijk plaats bieden aan 6.500 toeschouwers. Het werd ontworpen door de Franse architect Paul Andreu.
De bouw startte in december 2001. Het eerste concert werd zes jaar later gegeven.